# Atletica leggera ai Giochi della X Olimpiade - Maratona

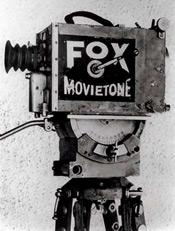
Video della gara (fasi salienti)
Video della gara (l'inizio della corsa)

La competizione della maratona di atletica leggera ai Giochi della X Olimpiade si tenne il giorno 7 agosto 1932 a Los Angeles con partenza ed arrivo al Memorial Coliseum.
Il grande Paavo Nurmi, pluri campione olimpico di fondo, ha lasciato le corse su pista per dedicarsi alla maratona, ma viene fermato dal CIO che lo incolpa di aver ricevuto guadagni illeciti durante alcune trasferte in Germania e lo sospende dalle competizioni.

## Classifica
Sin dall'inizio della corsa si trova in testa il giovane argentino Zabala, che ha corso la sua prima maratona nel 1931. Nel finale accusa una certa flessione, ma sa resistere al ritorno dell'inglese Ferris e vince con soli 19 secondi di distacco.
| Pos.    | Atleta                     | Età | Nazione        | Tempo    |
| ------- | -------------------------- | --- | -------------- | -------- |
| Oro     | Juan Carlos Zabala         | 21  | Argentina      | 2h31'36" |
| Argento | Sam Ferris                 | 31  | Gran Bretagna  | 2h31'55" |
| Bronzo  | Armas Toivonen             | 33  | Finlandia      | 2h32'12" |
| 4       | Duncan Wright              | 35  | Gran Bretagna  | 2h32'41" |
| 5       | Seiichiro Tsuda            | 26  | Giappone       | 2h35'42" |
| 6       | Onbai Kin                  | 18  | Giappone       | 2h37'28" |
| 7       | Whitey Michelsen           | 38  | Stati Uniti    | 2h39'38" |
| 8       | Oskar Hekš                 | 24  | Cecoslovacchia | 2h41'35" |
| 9       | Taika Gon                  | 26  | Giappone       | 2h42'52" |
| 10      | Anders Hartington Andersen | 25  | Danimarca      | 2h44'38" |
| 11      | Hans Oldag                 | 31  | Stati Uniti    | 2h47'26" |
| 12      | Cliff Bricker              | 28  | Canada         | 2h47'58" |
| 13      | Michele Fanelli            | 24  | Italia         | 2h49'09" |
| 14      | Johnny Miles               | 26  | Canada         | 2h50'32" |
| 15      | Paul de Bruyn              | 24  | Germania       | 2h52'39" |
| 16      | François Bégeot            | 24  | Francia        | 2h53'34" |
| 17      | Fernando Cicarelli         | 27  | Argentina      | 2h55'49" |
| 18      | Eddie Cudworth             |     | Canada         | 2h58'35" |
| 19      | João Clemente da Silva     |     | Brasile        | 3h02'06" |
| 20      | Margarito Pomposo          |     | Messico        | 3h10'51" |
| -       | José Ribas                 | 32  | Argentina      | Ritirato |
| -       | Matheus Marcondes          |     | Brasile        | Rit.     |
| -       | Jorge Perry                |     | Colombia       | Rit.     |
| -       | Ville Kyrönen              | 41  | Finlandia      | Rit.     |
| -       | Lauri Virtanen             | 27  | Finlandia      | Rit.     |
| -       | Francesco Roccati          | 24  | Italia         | Rit.     |
| -       | Santiago Hernández         |     | Messico        | Rit.     |
| -       | James Henigan              | 40  | Stati Uniti    | Rit.     |